# Программа «Калликратис»

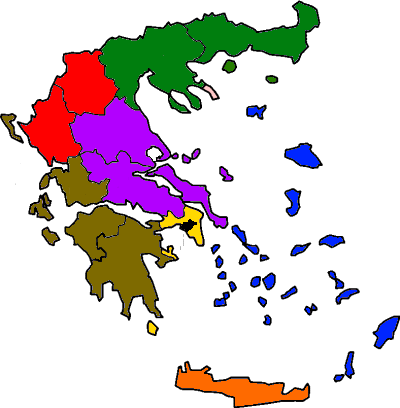
Новое деление Греции на семь децентрализованных администраций по программе «Калликратис»

Программа «Калликратис» (греч. Πρόγραμμα «Καλλικράτης») — закон Греческой Республики 3852/2010, реформировавший административное деление Греции.
До принятия закона греческим парламентом программа существовала под названием Проект «Калликратис» (Σχέδιο Καλλικράτης). 27 мая 2010 года парламент Греции принял программу. Опубликован закон 7 июня 2010 года в Εφημερίδα της Κυβερνήσεως (ΦΕΚ 87Α). Основным изменением стала отмена деления на номы. Хотя в силу новое административное деление Греции вступило с 1 января 2011 года, первый тур местных выборов в соответствии с программой состоялся 7 ноября 2010 года.
Названа программа в честь архитектора Калликрата, принимавшего участие в строительстве длинных стен и Парфенона в Древних Афинах.

## Основные положения
- Децентрализованные администрации не являются органами самоуправления, а служат целям децентрализации управления страной. В их состав которых входят одна, две или три периферии. Администрация децентрализованных единиц находится в ведении Генерального секретаря, который назначается напрямую правительством Греции, а также консультативного совета, который в случае необходимости обращается к перифериарху и представителям муниципалитетов.
- Верхний уровень самоуправления составляют существующие 13 периферий (περιφέρειες), в ведении перифериарха (περιφερειάρχης) и периферийного совета (περιφερειακό συμβούλιο), которые всенародно избираются каждые 5 лет. Периферии разделены на периферийные единицы (περιφερειακές ενότητες), которые в основном, но не всегда, совпадают географически с упраздненными номами Греции. Каждый периферийный район возглавляет вице-перифериарх (αντιπεριφερειάρχης), который должен быть членом той же партии, что и перифериарх.
- Нижний уровень самоуправления составляют муниципалитеты, или димы (δήμοι), образованные в результате слияния ряда ныне существующих муниципалитетов и общин. Они будут находиться в ведении мэра, или димарха (δήμαρχος) и муниципального совета (δημοτικό συμβούλιο), которые избираются всенародно каждые 5 лет. Муниципалитеты подразделяются на муниципальные отделы (δημοτικά διαμερίσματα) и, наконец, общины (κοινότητες). Общины имеют свои собственные советы, но их роль чисто консультативная.

| Орган власти           | Уровень власти        | Особенности                                                                               | Бывшее АТД (Программа Каподистрия, 1998–2010)                                                                       | Новое АТД (Программа Калликратис, 2011) |
| ---------------------- | --------------------- | ----------------------------------------------------------------------------------------- | --- | --- |
| Правительство          | Региональный уровень  | Глава органа власти назначается Правительством                                            | 13 административных районов (Διοικητική περιφέρεια) Глава органа власти: генеральный секретарь (γενικός γραμματέας) | 7 децентрализованных администраций (Αποκεντρωμένη Διοίκηση) Глава органа власти: генеральный секретарь (γενικός γραμματέας)                                                                                       |
| Местное самоуправление | Региональный уровень  | Глава органа власти всенародно избирается Всенародно избранный совет как орган управления | 51 префектура (Νομός) Глава органа власти: префект (νομάρχης) Орган власти: совет префектуры (νομαρχιακό συμβούλιο) | 13 периферий (Περιφέρεια) Глава органа власти: региональный губернатор (περιφερειάρχης) Орган власти: региональный совет (περιφερειακό συμβούλιio) Периферии делятся на вспомогательные периферийные единицы (74) |
| Местное самоуправление | Муниципальный уровень | -                                                                                         | 914 муниципалитетов (Δήμος) и 120 общин (Κοινότητα), разделенных на районы                                          | 325 муниципалитетов (Δήμος), разделенных на сообщества |
| Прочие изменения       |                       |                                                                                           | | |
| Срок полномочий        | Срок полномочий       | Срок полномочий                                                                           | 4 года | 5 лет |
| Месяц выборов          | Месяц выборов         | Месяц выборов                                                                             | Октябрь | Июнь |
| Проходной барьер       | Проходной барьер      | Проходной барьер                                                                          | 42 % | 50% + 1 |
| Финансирование         | Финансирование        | Финансирование                                                                            | Государственный бюджет, европейские программы, муниципальные налоги, природные ресурсы, местный бизнес, аренда      | Как и прежде, но добавляется доля государственных налогов |